# Grace Kwamboka Momanyi

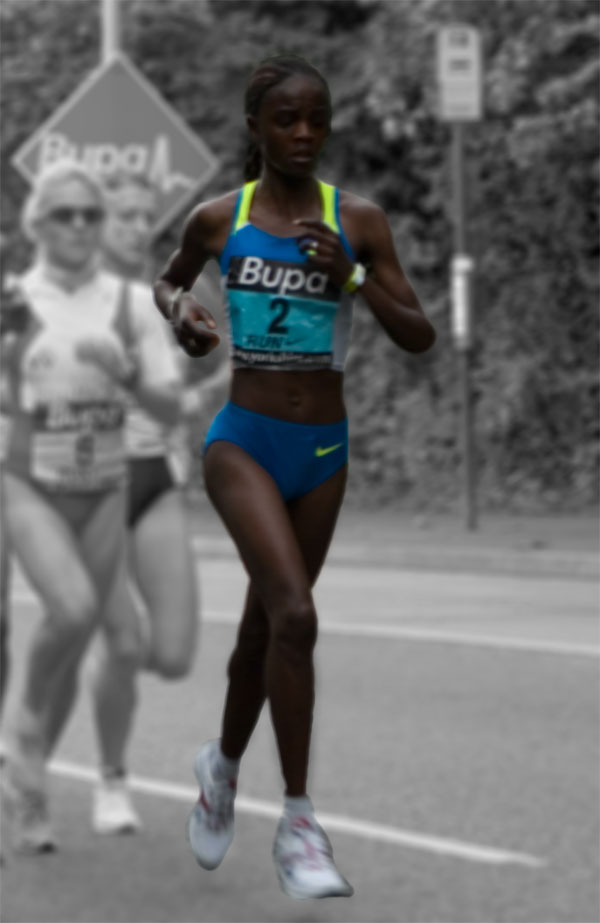
Grace Momanyi 2008

Grace Kwamboka Momanyi (* 13. Februar 1981 in Masimba, Distrikt Kisii, Provinz Nyanza) ist eine kenianische Langstreckenläuferin.

## Leben
Grace Kwamboka Momanyi konnte bereits während ihrer Schulzeit Erfolge bei Straßenläufen im Ausland sammeln. Nach einer Babypause kehrte sie 2004 ins Wettkampfgeschehen zurück. 2005 brach sie beim MDS Nordion 10k in Ottawa mit 31:24,4 min den 16 Jahre alten Streckenrekord.
Malaria-Anfälle, Anämie und Verletzungen warfen sie in der Folgezeit zurück, und erst 2008 feierte sie ein Comeback, als sie kenianische Crosslauf-Meisterin wurde. Bei den Crosslauf-Weltmeisterschaften errang Grace Momanyi den zehnten Platz. Bei den Leichtathletik-Afrikameisterschaften in Addis Abeba wurde sie Dritte über 5000 Meter. Mit Elvan Abeylegesse teilte sie sich den Sieg bei der Premiere der World 10K Bangalore. Im Rahmen der kenianischen Ausscheidungskämpfe für die Olympischen Spiele in Peking qualifizierte sie sich als Zweite des 10.000-Meter-Laufs. Obwohl sie bei der olympischen Eröffnungszeremonie die kenianische Flagge trug, wurde sie kurz danach im Aufgebot durch Peninah Jerop Arusei ersetzt.
2009 siegte sie beim Würzburger Residenzlauf über 10 km. Bei den Weltmeisterschaften in Berlin startete sie über 10.000 Meter. Im letzten Drittel verschärfte sie mit ihrer Landsfrau Linet Chepkwemoi Masai das Tempo und trug so mit dazu bei, dass Masai sich am Ende gegen die drei Äthiopierinnen, die das Tempo mitgegangen waren, durchsetzen konnte. Momanyi selbst wurde in persönlicher Bestzeit von 30:52,25 min Vierte. Beim Dam tot Damloop wurde sie Fünfte.
2010 verteidigte sie ihren Titel in Würzburg. Sie gewann Gold über 10.000 Meter bei den Commonwealth Games in Neu-Delhi und siegte beim Great South Run.
Grace Kwamboka Momanyi ist 1,70 m groß und wiegt 47 kg. Sie wird von ihrem Ehemann Timothy Momanyi trainiert.

## Bestzeiten
- 3000 m: 8:56,37 min, 31. August 2009, Gateshead
- 5000 m: 14:50,77 min, 3. Juli 2009, Oslo
- 10.000 m: 30:52,25 min, 15. August 2009, Berlin
- 10-km-Straßenlauf: 31:25 min, 28. Mai 2005, Ottawa
- Halbmarathon: 1:12:55 h, 12. Juni 2005, Saltillo